# Minho (vinregion)
Minho är en vinregion i Portugal.

## Historia
Viner från detta distrikt har exporterats sen 1600-talet, då främst till England.

## Geografi
Det finns sex områden inom distriktet som odlar vin:
- Moncão
- Lima
- Braga
- Penafiel
- Basto
- Amarante

Alla dessa områden producerar DOC - viner, mest av slaget vinho verde.
Distriktet ligger i norra Portugal, med den spanska Galicien i norr, Atlanten i väster och Douro i öster.

## Klimat
Somrarna (juni - september) är heta och torra, vintermånaderna (oktober - maj) är blöta och milda.

## Druvor
Dessa druvor använder man huvudsakligen i produktionen av viner från Rios do Minho distriktet.

### Vita
- Alvarinho
- Azal Branco
- Esganoso
- Loureiro
- Pederna
- Rabigate
- Trajadura

### Röda
- Azal
- Borracal
- Padeiro
- Vinhão